# WWE Draft (2020)
WWE Draft 2020 fue el decimoquinto draft producido por la promoción de lucha libre profesional estadounidense WWE entre sus marcas Raw y SmackDown. Volviendo a su nombre original («WWE Draft»). El draft comenzó  en el episodio del 9 de octubre de Friday Night SmackDown, en el Amway Center de Orlando, Florida (que también se conoce como Thunderdome) y terminó en el episodio del 12 de octubre de Monday Night RAW, también en el mismo escenario, con SmackDown transmitiéndose en FOX y RAW transmitiéndose en USA Network.

## Producción

### Antecedentes
A pesar de la pandemia del COVID-19, que golpeó con fuerza en todo el mundo, WWE hizo muchas especulaciones con respecto a las fechas en que se realizarán el Draft. El 27 de septiembre de 2020, en plena realización del evento WWE Clash of Champions 2020, se confirmó que el Draft se realizará el 9 de octubre en SmackDown y el 12 del mismo mes en Raw. Al igual que en la edición anterior, SmackDown será transmitida por FOX y Raw por USA Network (parte de NBCUniversal de Comcast), Por segundo año consecutivo, WWE programó la aparición de personalidades de FOX y NBCUniversal; siendo esta la segunda vez que las 2 cadenas de televisión, se presenten como influyentes, en las decisiones de transferencia de WWE.

### Reglas delDraftde 2020
Las reglas del draft serán las mismas de la edición anterior. La lista de luchadores elegibles se publicarán en el sitio web oficial de la WWE. Más de 70 luchadores de las listas de los programas Raw, SmackDown, NXT, NXT UK y 205 Live, así como equipos en parejas, son elegibles para ser reclutados para Raw o SmackDown, incluidos todos los campeones (aunque el Campeón 24/7 de la WWE y las Campeonas Femeninas en Parejas de la WWE, que sean elegibles para ser transferidos, aún defenderán sus respectivos títulos, en todas las marcas). 
Las reglas del draft son las siguientes:
- Se realizarán hasta 30 selecciones en el SmackDown del 9 de octubre, mientras que se realizarán hasta 41 selecciones en el Raw del 12 de octubre.
- Por cada dos selecciones de draft para SmackDown, Raw recibirá tres selecciones (debido a que SmackDown es un programa de dos horas, mientras que Raw es de tres horas).
- Los equipos en parejas cuentan como una selección, a menos que FOX o USA Network específicamente, solo quieran a un solo miembro del equipo como su selección.
- Cualquier luchador que no sea reclutado, en los 2 días de realización del Draft, será inmediatamente declarado agente libre y podrá firmar con la marca de su elección.

## Resultados

### Friday Night SmackDown(9 de octubre)
- Big E derrotó a Sheamus en un Falls Count Anywhere Match.
  - Big E cubrió a Sheamus después de un «Big Ending» desde el capo de un coche sobre una mesa.
- Jeff Hardy & Matt Riddle derrotaron a John Morrison & The Miz.
  - Riddle cubrió a The Miz después de un «Bro Derek».
  - Después de la lucha, Lars Sullivan hizo su regreso atacando a los cuatro luchadores.
- Sasha Banks derrotó a la Campeona Femenina de SmackDown Bayley por descalificación.
  - Bayley fue descalificada después de atacar a Banks con una silla.
  - Como resultado, Bayley retuvo el título.
  - Después de la lucha, Banks atacó a Bayley con una silla.
- The New Day (Kofi Kingston & Xavier Woods) derrotaron a Cesaro & Shinsuke Nakamura y ganaron el Campeonato en Parejas de SmackDown.
  - Woods cubrió a Nakamura después de un «Trouble in Paradise» de Kingston seguido de un «Ropewalk Elbow Drop».
  - Después de la lucha, Big E salió a celebrar con The New Day.
- "The Fiend" Bray Wyatt derrotó a Kevin Owens.
  - Wyatt cubrió a Owens después de un «Uranage» mientras le aplicaba un «Mandible Claw».

### Monday Night RAW(12 de octubre)
- Kevin Owens derrotó a Aleister Black en un No Disqualification Match.[1]
  - Owens cubrió a Black después de un «Powerbomb» sobre una mesa.
- AJ Styles derrotó a Jeff Hardy y Seth Rollins.
  - Styles cubrió a Jeff después de que Elias lo golpeara con una guitarra.
- Mandy Rose & Dana Brooke derrotaron a Natalya & Lana.
  - Brooke cubrió a Lana después de un «Swanton Bomb» desde los hombros de Rose.
- Angel Garza derrotó a Andrade.
  - Garza cubrió a Andrade después de un «Wing Clipper».
  - Después de la lucha, "The Fiend" Bray Wyatt y Alexa Bliss atacaron a Andrade y a Zelina Vega, quien estaba de invitada en la mesa de comentaristas.
- The New Day (Kofi Kingston & Xavier Woods) derrotaron a Dolph Ziggler & Robert Roode y retuvieron el Campeonato en Parejas de Raw.
  - Kingston cubrió a Roode después de un «Midnight Hour».
- Ricochet derrotó a Cedric Alexander (con MVP, Bobby Lashley & Shelton Benjamin) por descalificación.
  - Alexander fue descalificado después de que Ricochet fingiera un golpe con una silla por parte de Alexander sin que el árbitro se diera cuenta.
  - Si Ricochet perdía, hubiera tenido que unirse a The Hurt Business.
- Lana ganó un 14-Women's Battle Royal y ganó una oportunidad por el Campeonato Femenino de Raw.
  - Lana eliminó finalmente a Natalya, ganando la lucha.
  - Las otras participantes fueron: Tamina (Jax), Billie Kay (Jax), Mandy Rose (Jax), Dana Brooke (Jax), Nia Jax (varias), Peyton Royce (Natalya), Shayna Baszler (Belair), Nikki Cross (Evans), Bianca Belair (Morgan), Ruby Riott (Evans), Liv Morgan (Natalya) y Lacey Evans (Natalya).

## Selecciones deDraft

### Selecciones deDraft(Noche 1)SmackDown(9 de octubre)
La directora de marcas de WWE, Stephanie McMahon, anunció las selecciones de draft para cada ronda.
| Ronda | Sel. # | Antigua marca | Nueva marca | Selección marca # | Luchador (a)                                                                    | Notas                                                                                    |
| ----- | ------ | ------------- | ----------- | ----------------- | ------------------------------------------------------------------------------- | ---------------------------------------------------------------------------------------- |
| 1     | 1      | RAW           | RAW         | 1                 | Drew McIntyre                                                                   | Campeón de la WWE                                                                        |
| 1     | 2      | SmackDown     | SmackDown   | 1                 | Roman Reigns (con Paul Heyman)                                                  | Campeón Universal (selección con Mánager)                                                |
| 1     | 3      | RAW           | RAW         | 2                 | Asuka                                                                           | Campeona Femenina de Raw                                                                 |
| 1     | 4      | RAW           | SmackDown   | 2                 | Seth Rollins                                                                    |                                                                                          |
| 1     | 5      | RAW           | RAW         | 3                 | The Hurt Business (MVP, Bobby Lashley (c), Shelton Benjamin & Cedric Alexander) | Campeón de los Estados Unidos (selección de equipo)                                      |
| 2     | 6      | SmackDown     | RAW         | 4                 | AJ Styles                                                                       |                                                                                          |
| 2     | 7      | SmackDown     | SmackDown   | 3                 | Sasha Banks                                                                     |                                                                                          |
| 2     | 8      | SmackDown     | RAW         | 5                 | Naomi                                                                           |                                                                                          |
| 2     | 9      | RAW           | SmackDown   | 4                 | Bianca Belair                                                                   |                                                                                          |
| 2     | 10     | RAW           | RAW         | 6                 | Nia Jax & Shayna Baszler                                                        | Campeonas Femeninas de Parejas de WWE                                                    |
| 3     | 11     | RAW           | RAW         | 7                 | Ricochet                                                                        | Elegido por separado de su compañero de equipo Apollo Crews.                             |
| 3     | 12     | SmackDown     | SmackDown   | 5                 | Jey Uso                                                                         | Elegido por separado de su compañero de equipo Jimmy Uso.                                |
| 3     | 13     | RAW           | RAW         | 8                 | Mandy Rose                                                                      |                                                                                          |
| 3     | 14     | RAW           | SmackDown   | 6                 | Rey Mysterio & Dominik Mysterio                                                 | (selección de equipo)                                                                    |
| 3     | 15     | SmackDown     | RAW         | 9                 | John Morrison & The Miz                                                         | (selección de equipo)                                                                    |
| 4     | 16     | SmackDown     | RAW         | 10                | The New Day (Kofi Kingston & Xavier Woods)                                      | Campeones en Parejas de SmackDown Elegidos por separado de su compañero de equipo Big E. |
| 4     | 17     | SmackDown     | SmackDown   | 7                 | Big E                                                                           | Elegido por separado de sus compañeros de equipo Kofi Kingston y Xavier Woods.           |
| 4     | 18     | RAW           | RAW         | 11                | Dana Brooke                                                                     |                                                                                          |
| 4     | 19     | SmackDown     | SmackDown   | 8                 | Otis                                                                            | Elegido por separado de su compañero de equipo Tucker.                                   |
| 4     | 20     | RAW           | RAW         | 12                | Angel Garza                                                                     |                                                                                          |

### Selecciones deDraftSuplementario (9 de octubre)
Se llevó a cabo un Draft Suplementario, en el programa anexo de SmackDown, Talking Smack, con luchadores que no fueron seleccionados en la Noche 1.
| Ronda | Sel. # | Antigua marca | Nueva marca | Selección marca # | Luchador (a)      | Notas                                                                         |
| ----- | ------ | ------------- | ----------- | ----------------- | ----------------- | ----------------------------------------------------------------------------- |
| 5     | 21     | RAW           | RAW         | 13                | Humberto Carrillo |                                                                               |
| 5     | 22     | RAW           | SmackDown   | 9                 | Murphy            |                                                                               |
| 5     | 23     | SmackDown     | RAW         | 14                | Drew Gulak        |                                                                               |
| 5     | 24     | SmackDown     | SmackDown   | 10                | Kalisto           | Elegido por separado de sus compañeros de equipo Gran Metalik y Lince Dorado. |
| 5     | 25     | SmackDown     | RAW         | 15                | Tucker            | Elegido por separado de su compañero de equipo Otis.                          |

### Selecciones deDraft(Noche 2)RAW(12 de octubre)
La directora de marcas de WWE, Stephanie McMahon, anunció las selecciones de draft para cada ronda.
| Ronda | Sel. # | Antigua marca | Nueva marca | Selección marca # | Luchador (a)                                                 | Notas                                                    |
| ----- | ------ | ------------- | ----------- | ----------------- | ------------------------------------------------------------ | -------------------------------------------------------- |
| 1     | 1      | SmackDown     | RAW         | 1                 | "The Fiend" Bray Wyatt                                       |                                                          |
| 1     | 2      | SmackDown     | SmackDown   | 1                 | Bayley                                                       | Campeona Femenina de SmackDown                           |
| 1     | 3      | RAW           | RAW         | 2                 | Randy Orton                                                  |                                                          |
| 1     | 4      | RAW           | SmackDown   | 2                 | The Street Profits (Angelo Dawkins & Montez Ford)            | Campeones en Parejas de Raw (selección de equipo)        |
| 1     | 5      | RAW           | RAW         | 3                 | Charlotte Flair                                              |                                                          |
| 2     | 6      | SmackDown     | RAW         | 4                 | Braun Strowman                                               |                                                          |
| 2     | 7      | SmackDown     | SmackDown   | 3                 | Daniel Bryan                                                 |                                                          |
| 2     | 8      | SmackDown     | RAW         | 5                 | Matt Riddle                                                  |                                                          |
| 2     | 9      | RAW           | SmackDown   | 4                 | Kevin Owens                                                  |                                                          |
| 2     | 10     | SmackDown     | RAW         | 6                 | Jeff Hardy                                                   |                                                          |
| 3     | 11     | RAW           | RAW         | 7                 | RETRIBUTION (Mustafa Ali, T-BAR, MACE, SLAPJACK & RECKONING) | (selección de equipo)                                    |
| 3     | 12     | SmackDown     | SmackDown   | 5                 | Lars Sullivan                                                |                                                          |
| 3     | 13     | RAW           | RAW         | 8                 | Keith Lee                                                    |                                                          |
| 3     | 14     | SmackDown     | SmackDown   | 6                 | King Corbin                                                  |                                                          |
| 3     | 15     | SmackDown     | RAW         | 9                 | Alexa Bliss                                                  |                                                          |
| 4     | 16     | SmackDown     | RAW         | 10                | Elias                                                        |                                                          |
| 4     | 17     | SmackDown     | SmackDown   | 7                 | Sami Zayn                                                    | Campeón Intercontinental                                 |
| 4     | 18     | SmackDown     | RAW         | 11                | Lacey Evans                                                  |                                                          |
| 4     | 19     | SmackDown     | SmackDown   | 8                 | Cesaro & Shinsuke Nakamura                                   | (selección de equipo)                                    |
| 4     | 20     | SmackDown     | RAW         | 12                | Sheamus                                                      |                                                          |
| 5     | 21     | SmackDown     | RAW         | 13                | Nikki Cross                                                  |                                                          |
| 5     | 22     | RAW           | SmackDown   | 9                 | Dolph Ziggler & Robert Roode                                 | (selección de equipo)                                    |
| 5     | 23     | RAW           | RAW         | 14                | R-Truth                                                      | Campeón 24/7                                             |
| 5     | 24     | RAW           | SmackDown   | 10                | Apollo Crews                                                 | Elegido por separado de su compañero de equipo Ricochet. |
| 5     | 25     | NXT           | RAW         | 15                | Dabba-Kato                                                   |                                                          |
| 6     | 26     | RAW           | RAW         | 16                | Titus O'Neil                                                 |                                                          |
| 6     | 27     | SmackDown     | SmackDown   | 11                | Carmella                                                     |                                                          |
| 6     | 28     | RAW           | RAW         | 17                | Peyton Royce                                                 |                                                          |
| 6     | 29     | RAW           | SmackDown   | 12                | Aleister Black                                               |                                                          |
| 6     | 30     | RAW           | RAW         | 18                | Akira Tozawa                                                 |                                                          |

### Selecciones deDraftSuplementario (12 de octubre)
Se llevó a cabo un Draft Suplementario, en el programa anexo de Raw, Raw Talk, con luchadores que no fueron seleccionados en la Noche 2.
| Ronda | Sel. # | Antigua marca | Nueva marca | Selección marca # | Luchador (a)                                    | Notas                                                                          |
| ----- | ------ | ------------- | ----------- | ----------------- | ----------------------------------------------- | ------------------------------------------------------------------------------ |
| 7     | 1      | RAW           | RAW         | 1                 | Lana                                            |                                                                                |
| 7     | 2      | RAW           | SmackDown   | 1                 | Natalya                                         |                                                                                |
| 7     | 3      | RAW           | RAW         | 2                 | Riddick Moss                                    |                                                                                |
| 7     | 4      | RAW           | SmackDown   | 2                 | The Riott Squad (Ruby Riott & Liv Morgan)       | (selección de equipo)                                                          |
| 7     | 5      | NXT           | RAW         | 3                 | Arturo Ruas                                     |                                                                                |
| 8     | 6      | SmackDown     | SmackDown   | 3                 | Tamina                                          |                                                                                |
| 8     | 7      | SmackDown     | RAW         | 4                 | Lucha House Party (Gran Metalik & Lince Dorado) | (selección de equipo) Elegidos por separado de su compañero de equipo Kalisto. |
| 8     | 8      | RAW           | SmackDown   | 4                 | Billie Kay                                      |                                                                                |
| 8     | 9      | RAW           | RAW         | 5                 | Erik                                            | Elegido por separado de su compañero de equipo Ivar.                           |
| 8     | 10     | RAW           | SmackDown   | 5                 | Zelina Vega                                     |                                                                                |

## Consecuencias del Draft
- El equipo de Heavy Machinery fue disuelto debido a que Tucker sería enviado a Raw mientras que Otis permanecería en SmackDown.
- El equipo de The New Day permaneció junto a pesar de que Kofi Kingston y Xavier Woods fueron enviados a Raw mientras que Big E permaneció en SmackDown, siendo separado del grupo. Mismo caso es el de Lucha House Party donde Gran Metalik y Lince Dorado fueron asignados a Raw pero Kalisto continuó en SmackDown, siendo alejado del grupo.
- A raíz del Draft, tanto The Street Profits (Angelo Dawkins y Montez Ford) como The New Day fueron intercambiados respectivamente de marcas siendo Campeones en Parejas por lo que, por determinación del agente del ThunderDome, Adam Pierce, se acordó entre ambos equipos, que intercambiarían los títulos y dado ese caso, Dawkins y Ford serían nuevos Campeones en Parejas de SmackDown mientras que Kingston y Woods serían nuevos Campeones en Parejas de Raw.

## Agentes libres
Los siguientes luchadores no estuvieron disponibles para ser elegidos en el Draft debido a inactividad o lesión.
| Luchador (es)                                    | Marca antigua | Notas                                           | Marca posterior | Fecha                  | Notas |
| ------------------------------------------------ | ------------- | ----------------------------------------------- | --------------- | ---------------------- | --- |
| RETALIATION                                      | RAW           | Fue eliminada RETRIBUTION y del Draft (Noche 2) | NXT             | 9 de octubre de 2020   | Regreso a NXT bajo su primer nombre "Mercedes Martinez". |
| Shorty G                                         | SmackDown     | No fue escogido en el Draft                     | SmackDown       | 12 de octubre de 2020  | Fue anunciado previamente al Draft realizado en Raw. |
| Jimmy Uso                                        | SmackDown     | Inactivo por lesión en la rodilla               | SmackDown       | 23 de octubre de 2020  | |
| The Forgotten Sons (Wesley Blake & Steve Cutler) | SmackDown     | No fueron escogidos en el Draft                 | SmackDown       | 4 de diciembre de 2020 | El grupo fue retirado de la televisión en junio de 2020 después de que Jaxson Ryker tuiteó su apoyo al presidente de Estados Unidos, Donald Trump, durante el movimiento Black Lives Matter y las protestas de George Floyd. En el episodio del 4 de diciembre de SmackDown, Blake y Cutler, sin Ryker, regresaron donde acompañaron al King Corbin al ring para ayudarlo a derrotar a Murphy. |
| Jaxson Ryker                                     | SmackDown     | No fue escogido en el Draft                     | RAW             | 7 de diciembre de 2020 | El 7 de diciembre en Main Event, Ryker reapareció después de muchos meses fuera de acción, acompañando a Elias. A causa de esto, The Forgotten Sons se disolvieron. |
| Andrade                                          | RAW           | No fue escogido en el Draft                     |                 |                        | |
| Becky Lynch                                      | RAW           | Inactiva por licencia de maternidad             |                 |                        | |
| Big Show                                         | RAW           | Luchador de tiempo parcial                      |                 |                        | |
| Bo Dallas                                        | SmackDown     | No fue escogido en el Draft                     |                 |                        | |
| Edge                                             | RAW           | Inactivo por lesión en los tríceps              |                 |                        | |
| Ivar                                             | RAW           | Inactivo por lesión en el cuello                |                 |                        | |
| Jinder Mahal                                     | RAW           | Inactivo por lesión en la rodilla               |                 |                        | |
| Kane                                             | SmackDown     | Luchador de tiempo parcial                      |                 |                        | |
| Maryse                                           | SmackDown     | Luchadora de tiempo parcial                     |                 |                        | |
| Mickie James                                     | RAW           | No fue escogida en el Draft                     |                 |                        | |
| Mojo Rawley                                      | SmackDown     | No fue escogido en el Draft                     |                 |                        | |